# Chaunochiton loranthoides
Chaunochiton loranthoides là một loài thực vật có hoa trong họ Olacaceae. Loài này được Benth. mô tả khoa học đầu tiên năm 1867.